# ネビュラ級 (スタートレック)
ネビュラ級(Nebula class)は、アメリカのSFドラマ・映画『スタートレック』シリーズに登場する、惑星連邦宇宙艦隊保有の架空の宇宙艦の艦級名の一つである。

## 概要
全長442m。ネビュラ級は宇宙艦隊の当時の旗艦でもあったギャラクシー級をベースにした艦級であり、ギャラクシー級の円盤部にドーサルネックを省略して機関部とワープナセルをつないだコンパクトな艦姿をしている。ただしネビュラ級の円盤部の上部にはギャラクシー級にはないセンサードームおよび大型コンテナが設置されており、独自の高い汎用性を持たせている。コンパクトなデザインとなっているため、シールド形状やワープフィールド展開に無駄がなく、探査・科学調査・戦術任務と幅広い活躍を見せる。
円盤部上部のコンテナ部は三角型ユニットを搭載しているタイプ（U.S.S.サザーランド、U.S.S.ホンシュウ、U.S.S.ファラガット等）や、小型のワープナセルを搭載しているタイプ（U.S.S.メルボルン）、丸い小型円盤部を搭載している物（U.S.S.フェニックス）などが確認されている。設定上は大型カーゴ、超長距離センサー、大量の光子魚雷および発射管の装備があげられており、幅広い改造に対応可能な部分であると思われる。
元々の設計的考え方はコンスティテューション級をベースにしたミランダ級にあると思われる。ギャラクシー級のワープナセルが上向きに付けられているのに対し、ネビュラ級は同じ機関を用いて下向きになっている。これはコンスティテューション級のワープナセルが上向きに付けられているのに対し、ミランダ級のワープナセルが下向きになっている事と一致する。
2401年時点では後継級のサザーランド級が就役している(『スタートレック:ピカード』シーズン2第1話)。

## ネビュラ級宇宙艦一覧
U.S.S.ネビュラ（U.S.S.Nebura NX-60602→NCC-60602）
ネビュラ級の1番艦。2357年進宙。（「Star Trek:ROLEPLAYING GAME -STARFLEET OPERATIONS MANUAL-」）
U.S.S.モニター（U.S.S.Monitor NCC-61826）
2366年、アリダー・ジャロック提督によってもたらされたロミュランの惑星連邦侵攻作戦情報に基づき、迎撃のため中立地帯に配備された。艦名は南北戦争で活躍した北軍の装甲艦USSモニターに由来。
U.S.S.メリマック（U.S.S.Merrimack NCC-61827）
2366年、レガラ人との会議を終えたサレク大使をバルカンに送った。艦名は南北戦争で活躍した南軍の装甲戦艦CSSヴァージニアの船体に流用されたフリゲート艦USSメリマックに由来。
U.S.S.サザーランド（U.S.S.Sutherland NCC-72015）
データ少佐、シェルビー大佐の指揮。2367年から翌年にかけてのクリンゴン内戦において、ピカード艦隊に参加しデュラス家へ援助物資を運ぼうとするロミュラン船団を阻止した。2374年、マートク将軍指揮の第9艦隊に所属しディープ・スペース・ナインに駐留。艦名はセシル・スコット・フォレスターの小説に登場するホレイショ・ホーンブロワーが指揮する船に由来。
U.S.S.エンデバー（U.S.S.Endeavour NCC-71805）
アマゾフ大佐の指揮。2367年、ウルフ359の戦いで唯一撃沈を免れた船。艦名は18世紀のイギリス海軍艦エンデバー号、および同名のNASAのスペースシャトルに由来。
U.S.S.ベレロフォン（U.S.S.Bellerophon NCC-62048）
2367年、ウルフ359の戦いに参加し大破、喪失。艦名はギリシア神話の英雄ベレロポーンに由来。
※U.S.S.メルボルン（U.S.S.Melbourne NCC-62043）
2367年、ウルフ359の戦いに参加し大破、喪失。当初はエクセルシオール級として登場した艦名、登録番号だったが後に変更された。AMT/ERTLのエンタープライズDのプラモデルを改造したもので、プロト-ネビュラ級とも呼ばれている。艦名はオーストラリアの都市メルボルンに由来。
艦級の変更に関して、正史ではないが小説「Trust Yourself When All Men Doubt You」では「エクセルシオ級のU.S.S.メルボルンを置き換えるために建造された新しいU.S.S.メルボルン」と説明されている。
U.S.S.フェニックス（U.S.S.Phoenix NCC-65420）
ベンジャミン・マクスウェル大佐の指揮。2367年、艦長の独断で停戦協定を破ってカーデシア領内へ侵攻し、カーデシアの基地や宇宙船を襲った。艦名はゼフラム・コクレーンが建造した地球初のワープ船フェニックス号に由来。
U.S.S.ヘラ（U.S.S.Hera NCC-62006）
ジョーディ・ラ＝フォージの母シルヴァ・ラ＝フォージ大佐の指揮。2370年、通常任務中に消息不明になった。乗員300名の内、多くはバルカン人だった。艦名はギリシア神話の女神ヘラに由来。
U.S.S.プロメテウス（U.S.S.Prometheus NCC-71201）
2370年、ギデオン・セイエティク博士をミッションスペシャリストに迎え、核融合が停止した恒星イプシロン119の活動を再開させる任務を遂行した。艦名はギリシア神話に登場する人間に火を与えたティーターン族のプロメテウスに由来。同名のプロメテウス級1番艦が2374年（『スタートレック:ヴォイジャー』第82話）に存在することから、それ以前に退役していると考えられる。
U.S.S.ファラガット（U.S.S.Farragut NCC-60597）
2371年、ヴェリディアン3号星に墜落したエンタープライズ NCC-1701-Dの生存者を救助した。2373年、入植している連邦市民を退避させるためアジロン・プライムに向かう途中、ランバタ星団の近くでクリンゴン船の攻撃を受け撃沈された。艦名は南北戦争で活躍した北軍提督デヴィッド・ファラガットに由来。
U.S.S.ガルーダ（U.S.S.Garuda）
2371年、ディープ・スペース・ナインに寄航。艦名はインド神話上の鳥ガルダに由来。
U.S.S.プロキシマ（U.S.S.Proxima NCC-61952）
2371年、ガンマ宇宙域で消息不明になった。艦名は地球に最も近い恒星（赤色矮星）プロキシマ・ケンタウリに由来。
U.S.S.ユリシーズ（U.S.S.Ulysses NCC-66808）
エンテベ大佐の指揮。2371年、ヘラスポント星雲を調査する任務を遂行した。艦名はホメロスの叙事詩「オデュッセイア」の主人公ユリシーズ（オデュッセウス）に由来。
U.S.S.レキシントン（U.S.S.Lexington NCC-61832）
2371年、ディープ・スペース・ナインに寄航。艦名はアメリカの空母レキシントン (CV-2)に由来。
U.S.S.リーズ（U.S.S.Leeds NCC-70252）
2372年、ディープ・スペース・ナインに寄航。艦名はイギリスの都市リーズに由来。
U.S.S.ホンシュウ（U.S.S.Honshu NCC-60205）
2374年、ディープ・スペース・ナインで捕縛したガル・デュカットを第621宇宙基地へ移送する途中、カーデシア船の攻撃を受け撃沈された。艦名は日本の本州に由来。
U.S.S.ボンチューン（U.S.S.Bonchune NCC-70915）
2374年、レカー司令官率いるロミュランの特殊部隊に占拠されたU.S.S.プロメテウスを追跡したが、同船から攻撃を受け中破した。艦名は『スタートレック』シリーズのCGI製作者ロブ・ボンチューンに由来。
U.S.S.トゥカンブラ（U.S.S.T'Kumbra NCC-61882）
ソロック大佐の指揮。2375年、ディープ・スペース・ナインに寄航。クルーは全員バルカン人だった。艦名はバルカンの固有名詞。